# Taygetis betro
Taygetis betro är en fjärilsart som beskrevs av Jean Baptiste Godart 1823. Taygetis betro ingår i släktet Taygetis och familjen praktfjärilar. Inga underarter finns listade i Catalogue of Life.